# Christal O’Reilly Clashing
Christal Ariana O’Reilly Clashing (geb. 8. September 1989 in San José, Costa Rica) ist eine ehemalige antiguanische Schwimmerin. Sie war spezialisiert auf den Sprint im Freistilschwimmen.

## Karriere
Christal O’Reilly Clashing trat bei den Olympischen Sommerspielen 2004 in Athen an. Im Wettbewerb über 50 m Freistil kam sie auf Platz 67. Sie nahm auch als Teil eines Frauen-Teams an einer Atlantik-Überquerung teil. Sie wurde von ihrer Mutter Edith O’Reilly Clashing trainiert, die eigens den Wadadli Aquatic Racers Schwimmclub in Antigua gegründet hatte. Ihre Schwester Karin O’Reilly Clashing nahm an dem Wettkampf über 50 m Freistil bei den Olympischen Spielen 2012 in London teil.
Christal O’Reilly Clashing war bei ihrer Teilnahme 2004 erst 14 Jahre alt. Sie erhielt einen Universality place vom Weltschwimmverband (FINA) mit einer Eingangszeit von 34,36 s. Sie trat gegen sechs andere Schwimmerinnen in den Vorläufen an, inklusive Bahrains Sameera Al-Bitar, die gleich alt war wie O’Reilly Clashing. Sie erreichte ihre persönliche Bestzeit mit 31,55 s und kam auf den vierten Platz mit eine Abstand von 0,55 s zu den beiden Gewinnerinnen Al-Bitar und Ghazal El Jobeili aus dem Libanon. O’Reilly Clashing verpasste so das Halbfinale.